# Sojuz 37
Sojuz 37  byla kosmická loď SSSR z roku 1980, která dopravila na sovětskou orbitální stanici Saljut 6 mezinárodní rusko/vietnamskou posádku. Podle katalogu COSPAR dostala označení 1980-064A. Byl to 73. registrovaný let kosmické lodě s lidmi na palubě ze Země. Jejím volacím znakem byl TEREK.

## Posádka
Dvoučlennou posádku, šestou mezinárodní v rámci programu Interkosmos tvořili tito kosmonauti:
- Viktor Gorbatko, Rus, 45 roků, velitel lodě, třetí let
- Pham Tuan z Vietnamu, 33 roků, první, zároveň poslední let

## Průběh letu

### Start
Loď odstartovala 23. července 1980 večer z kosmodromu Bajkonur s pomocí rakety Sojuz U. Start se vydařil, loď se dostala na orbitu 190 – 272 km, bez problémů fungoval i zapnutý systém automatického přibližování. K pevnému připojení na zadní spojovací uzel stanice došlo večer 24. července 1980 a krátce po půlnocí SEČ oba kosmonauti přešli do Saljutu 6.
Zde se setkali se čtvrtou základní posádkou stanice, kosmonauty Leonidem Popovem a Valerijem Rjuminem, kteří zde sloužili již 3,5 měsíce.
V době jejich příletu měla za sebou stanice téměř 3 roky existence na oběžné dráze Země. U jejího předního uzlu byla připojena loď Sojuz 36, se kterou přiletěla předchozí návštěva s kosmonauty Kubasovem a Farkasem. Ta odletěla v lodi jiné svých předchůdců.

### Práce na stanici
Mezinárodní návštěva na stanici strávila sedm pracovních dní a během nich provedla celá čtveřice 17 sovětsko-vietnamských experimentů. Názvy některých z nich: Azolla, Halong, Imitator, Kristall, Biosfera. Mnohé se týkaly Vietnamu.
Potom si posádka Sojuzu 37 přenesla ze své lodě do staršího Sojuzu 36 anatomická sedadla, osobní věci i výsledky experimentů.

### Odlet domů
Gorbatko s Pham Tuanem nastoupili 31. července 1980 do lodě Sojuz 36, po několika hodinách se od stanice odpojili a zahájili sestupný manévr. Oddělená kabina s pomocí padákového systému přistála téhož dne asi 180 km od Džezkazganu na území Kazachstánu.

### Osudy Sojuzu 37
Členové stálé posádky novou loď přeparkovali 1. srpna 1980 ze zadního na přední spojovací uzel a zde zůstala další dva měsíce. Pak ji využila ke svému návratu na Zem základní posádka Popov s Rjuminem. S kabinou lodě přistáli 11. října 1980 také v Kazachstánu. Po tak dlouhém letu se zapsali mezi světové rekordmany kosmonautiky.
Stanice Saljut 6 zůstala na oběžné dráze Země a později byla znovu několikrát navštívena.

## Konstrukce Sojuzu
Udaná startovací hmotnost byla 6800 kg vč.200 kg paliva pro manévrování a brzdění. Loď se obdobně jako ostatní lodě Sojuz skládala ze tří částí, kulovité orbitální sekce, návratové kabiny a sekce přístrojové. Měla namontováno spojovací zařízení a padákový systém.